# Dolorio & los Tunantes
Dolorio & los Tunantes es una banda de post-punk chilena formada el 2011, compuesta por Rodrigo Herbage, José Miguel Sanzana, Felipe Garrido, Diego Bravo y Iara Espinoza. Luego de la edición de varios EP, en 2021 editan el aclamado álbum '...Esas Mutancias', una travesía de 'casi una hora de 12 canciones de art-punk, baladas oscuras y psicodelia de samples'. 

## ...Esas Mutancias (2021)
El disco (producido por la banda y Víctor Muñoz) es un compendio del trabajo anterior realizado por la banda, muy influenciado por vertientes más rítmicas del punk, del indie rock y el new wave, pero sumado al interés de Dolorio & Los Tunantes por explorar nuevas técnicas de composición y experimentación, reforzando un sonido más pesado y etéreo y un uso más fuerte de sintetizadores, teclados y samplers. Es así como tenemos cortes de dance-punk frenético ('Anticuerpo', 'Team Mekano', que incluye bronces), gritos desesperados y muy 'heavy' ('DJ de la Muerte', 'El Atrapado'), y tristes baladas más dark (Turismo, Bostezo & Contagio), todo con muchas variaciones dentro de las canciones y cambios constantes de bpm. Las voces del disco (cantadas por Rodrigo Herbage y Felipe Garrido) también tienen un rol preponderante al presentarse a través de muchas capas, coros y dinámicas 'pregunta-respuesta', con letras teñidas de una gran dosis de absurdo, algo muy característico en las letras de la banda.
Tuvo muy buenas críticas en la prensa especializada chilena y mucha difusión, en especial a través del boca a boca de su creciente fanaticada, tanto en su país como en otros lares del continente, haciendo de Dolorio & Los Tunantes es una de las grandes apuestas del post-punk y art-punk chileno y latinoamericano

## Discografía
- 2016 - 2667 (Lou Reed en Chile) (sencillo)[3]
- 2016 - Gritos & Susurros (split en conjunto con Columpios al Suelo)[4]
- 2017 - Muerte es Mentira (EP)[5]
- 2021 - Bostezo y Contagio (EP)[6]
- 2021 - ...Esas Mutancias (LP)[7]